# Głos Prawa
Głos Prawa – miesięcznik prawniczy wydawany we Lwowie w latach 1924–1939. Założycielem i jedynym redaktorem czasopisma był lwowski adwokat dr Anzelm Lutwak.
Miesięcznik był autorskim projektem adwokata dr. Anzelma Lutwaka, który do współpracy w tworzeniu czasopisma zaprosił przedstawicieli nauki i praktyki, w tym przede wszystkim profesorów prawa z Krakowa i Lwowa. Hasłem miesięcznika było zawołanie Heraklita z Efezu: „Lud walczyć musi o prawo, jak o mury miasta!”. Opublikował na jego łamach wiele rozpraw naukowych felietonów, recenzji i komentarzy.  
Stałym współpracownikiem "Głosu Prawa" był prof. Maurycy Allerhand. Publikowali w nim też m.in. Franciszek Ksawery Fierich, Stanisław Gołąb, Mieczysław Honzatko, Hersch Lauterpacht, Rafał Lemkin, Stanisław Starzyński, Gustaw Taubenschlag. 
Ostatni zeszyt ukazał się latem 1939 r.
W 2018 r. tytuł został wznowiony przez Instytut Allerhanda jako "Głos Prawa. Przegląd Prawniczy Allerhanda". Redaktorem naczelnym jest Adam Redzik, a redaktorami Arkadiusz Radwan i Wojciech Rogowski. Czasopismo ukazuje się w cyklu półrocznym. Publikuje artykuły w języku polskim i angielskim z zakresu prawa i ekonomii.